# الكونفدرالية الجزائرية لأرباب العمل المواطنين
الكونفدرالية الجزائرية لأرباب العمل المواطنين، كانت تعرف باسم منتدى رؤساء المؤسسات حتى 22 يوليو 2020، هو منظمة لأرباب العمل جزائرية تأسست في أكتوبر 2000، تمثل الشركات الجزائرية. يطمح المنتدى إلى تعزيز مصالح الشركات في الجزائر.

## تاريخ
أسس مجموعة من أصحاب العمل منتدى رؤساء المؤسسات في أكتوبر 2000. بهدف المساهمة في إرساء روح المقاولتية في الاقتصاد الجزائري والدفاع عن مصالح أرباب الأعمال. كان عمر رمضان، الرئيس التنفيذي لشركة الخزف الحديث، أول رئيس. تلاه يسعد ربراب ثم ترك مكانه لرضا حمياني، الوزير السابق للشركات الصغيرة والمتوسطة، الذي فسح المجال لعلي حداد في نوفمبر 2014 بعد بضعة أشهر.
المنظمة مفتوحة للشركات الجزائرية الخاصة والشركات الأجنبية بموجب القانون الجزائري والشركات العامة. في مايو 2014، ادعى المنتدى وجود 663 شركة عضوًا، والتي تراكمت مبيعاتها أكثر من 15 مليار دولار وتوظف 164،177 موظفًا. القطاعات الرئيسية التي يغطيها أعضاؤها هي الصناعات الغذائية والكهربائية والإلكترونية والميكانيكية والصيدلانية ومواد البناء والأشغال العامة والبناء والورق والتغليف والأخشاب والتوزيع الشامل.

## منظمة
يُنتخب رئيس منتدى رؤساء المؤسسات من قبل الجمعية العامة. في عام 2014، انتقلت الولاية من 2 إلى 4 سنوات قابلة للتجديد مرة واحدة فقط. ويدعمه 6 نواب للرئيس واثنين من أمناء الخزانة و 13 مقيما. وجميعهم يشكلون المجلس التنفيذي. ولدى المنتدى أيضا أمانة عامة، تحت السلطة المباشرة للرئيس.
اللجان الدائمة هي المسؤولة عن الدراسات الاقتصادية والعلاقات الدولية والمعلومات والتدريب والاتصالات والموارد المالية والبيئة للشركات الصغيرة والمتوسطة.
يقوم مرصد المعلومات الاقتصادية بإنتاج ونشر البارومتر الاقتصادي للمنتدى. يحدد مؤشر أداء الشركة IFPE 40 العقبات التي تعترض تطوير الشركات الصغيرة والمتوسطة. يُحدث المؤشر كل ثلاثة أشهر.

## الخلافات

### 2014
في عام 2014، قرر المنتدى دعم الولاية الرابعة لعبد العزيز بوتفليقة، قبل شهرين من تنظيم الانتخابات الرئاسية. يعارض جزء من المنتدى هذا الموقف السياسي ، لكن أنصار الرئيس المنتهية ولايته تمكنوا من تنظيم تصويت برفع الأيدي يتم خلاله اعتماد اقتراح الدعم. في غضون ذلك، قرر سليم العثماني، الرئيس التنفيذي لـشركة رويبة، مغادرة الجمعية.
في أعقاب الانتخابات، غادر المنتدى ثقلا آخر في الاقتصاد الجزائري. أعلن إيساد ربراب، الرئيس التنفيذي لشركة سيفيتال، في مايو 2014 إلى كل شيء عن الجزائر أنه لن يجدد عضويته. إتهم بعض أعضاء الجمعية بتسميم القادة لعرقلة مشاريعه.
في يونيو 2014، عاد رضا حمياني، رئيس المنتدى آنذاك، إلى شروط الدعم للولاية الرابعة في مقابلة مع الوطن نهاية الأسبوع. ويصف إجبار بعض الأعضاء على دفع الجمعية للعب دور سياسي. بعد ذلك بشهرين، استقال من منصبه. وكان المرشح الوحيد لخلافته علي حداد، والذي انتخب بالإجماع في نوفمبر 2014. كجزء من مظاهرات 2019 في الجزائر، استقال من رئاسة المنتدى في 28 مارس2019.

### 2019
في مايو 2019، أعلن منصف عثماني الرئيس المؤقت للجمعية استقالته شجبًا «للمناخ الضار» الذي يسود في سياق انتخاب رئيس المنتدى. وحل محله رحمون زرقون الذي تصرف حتى الاجتماع العام في 24 يونيو 2019.

## الرؤساء
- عمر رمضان (2000-. . . . )
- رضا حمياني (2006-نوفمبر 2014)
- علي حداد (نوفمبر 2014- 28 مارس 2019)
- منصف عثماني (مؤقت) (مارس 2019 – مايو 2019)
- رحمون زرقون (مؤقت، 2019 – 22 يونيو 2019)
- محمد سامي عقلي (22 يونيو 2019)[11]

### روابط خارجية
- موقع رسمي